# ミッキーのオペラ見学
『ミッキーのオペラ見学』（英: The Opry House）は、ウォルト・ディズニー・プロダクション（現：ウォルト・ディズニー・カンパニー）が制作したアニメーション短編映画作品。1929年3月28日に初公開され、ミッキーマウスの短編映画シリーズとしては通算第5作目である。
後半のピアノを弾く場面で、ミッキーマウスは初めて白手袋をはめた。
日本では1929年9月12日もしくは27日に公開されたとされ、これはデビュー作『蒸気船ウィリー』の日本初上映日であるとされる1930年5月19日より先となり、本作を日本で最初に上映されたミッキーマウスの映画であるとする説もある。

## スタッフ
監督アブ・アイワークス
脚本ウォルト・ディズニー
音楽カール・スターリング

## 登場キャラクター
- ミッキーマウス（声・ウォルト・ディズニー）

## 使用曲
- ヤンキー・ドゥードゥル（上演される演目に「Yankee Doodle Girls」があり、ミッキーが掃除しながら踊る）
- おもちゃの兵隊の観兵式
- ビゼー：カルメン（動物のオーケストラが演奏する）
- ラフマニノフ：前奏曲嬰ハ短調（ミッキーがピアノを演奏する）
- リスト：ハンガリー狂詩曲第2番（ミッキーがピアノを演奏する）
- 桑の木の周りを回ろう（英語版）